# Foreshore
Foreshore (ce qui signifie Estran) est un quartier de la ville du Cap en Afrique du Sud, situé entre le centre-ville historique et le port du Cap. 
Une grande partie de la zone de Foreshore est occupée par des infrastructures de transport pour le port et la gare du Cap. On y trouve également quelques bâtiments administratifs tels que le Centre civique du Cap (le siège de la municipalité du Cap) mais aussi à vocation culturels (l'Artscape Theatre Centre) ainsi que le Centre de congrès international du Cap.

## Démographie

Situation du quartier.

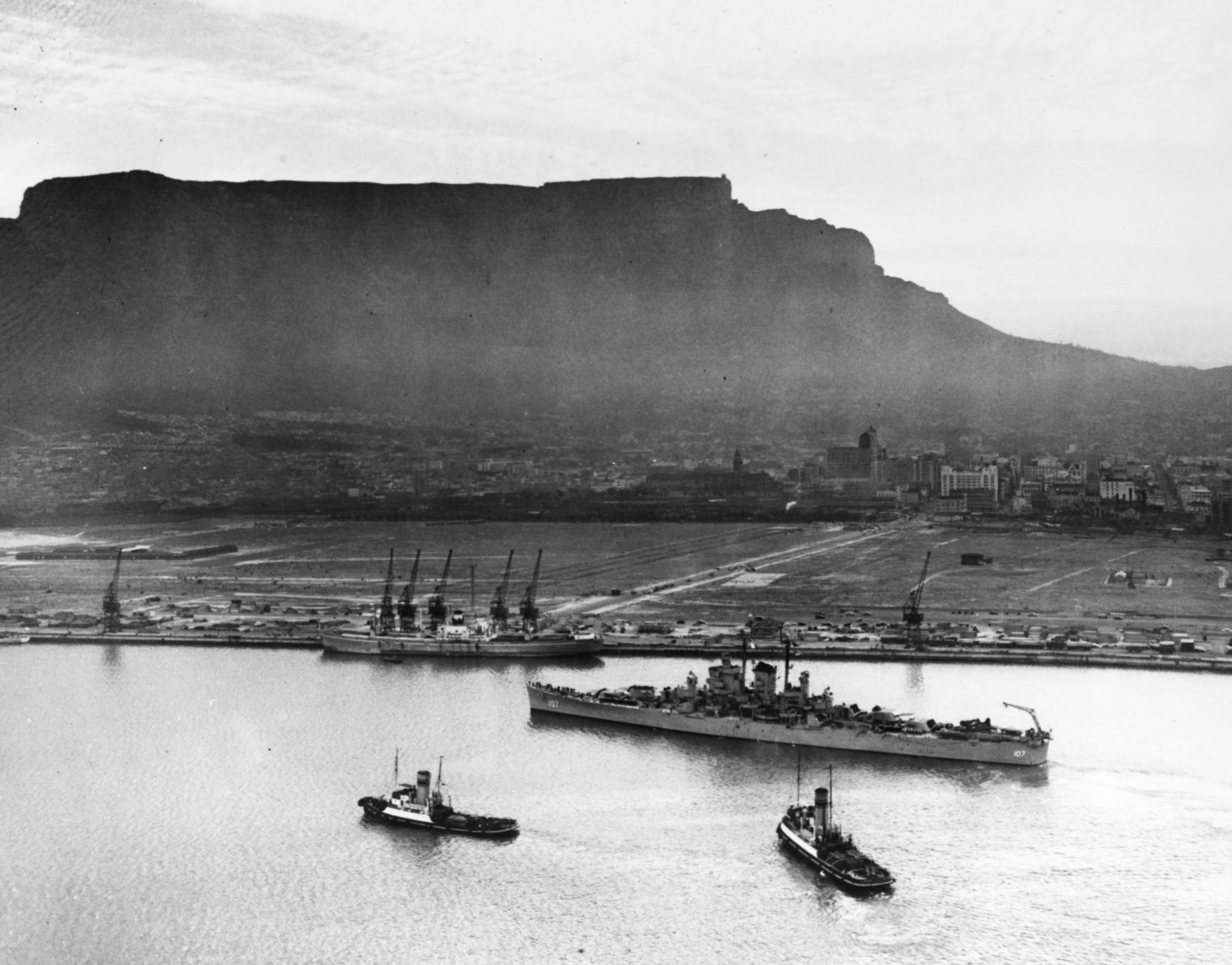
Le quartier en pleine construction avant son aménagement (1948)

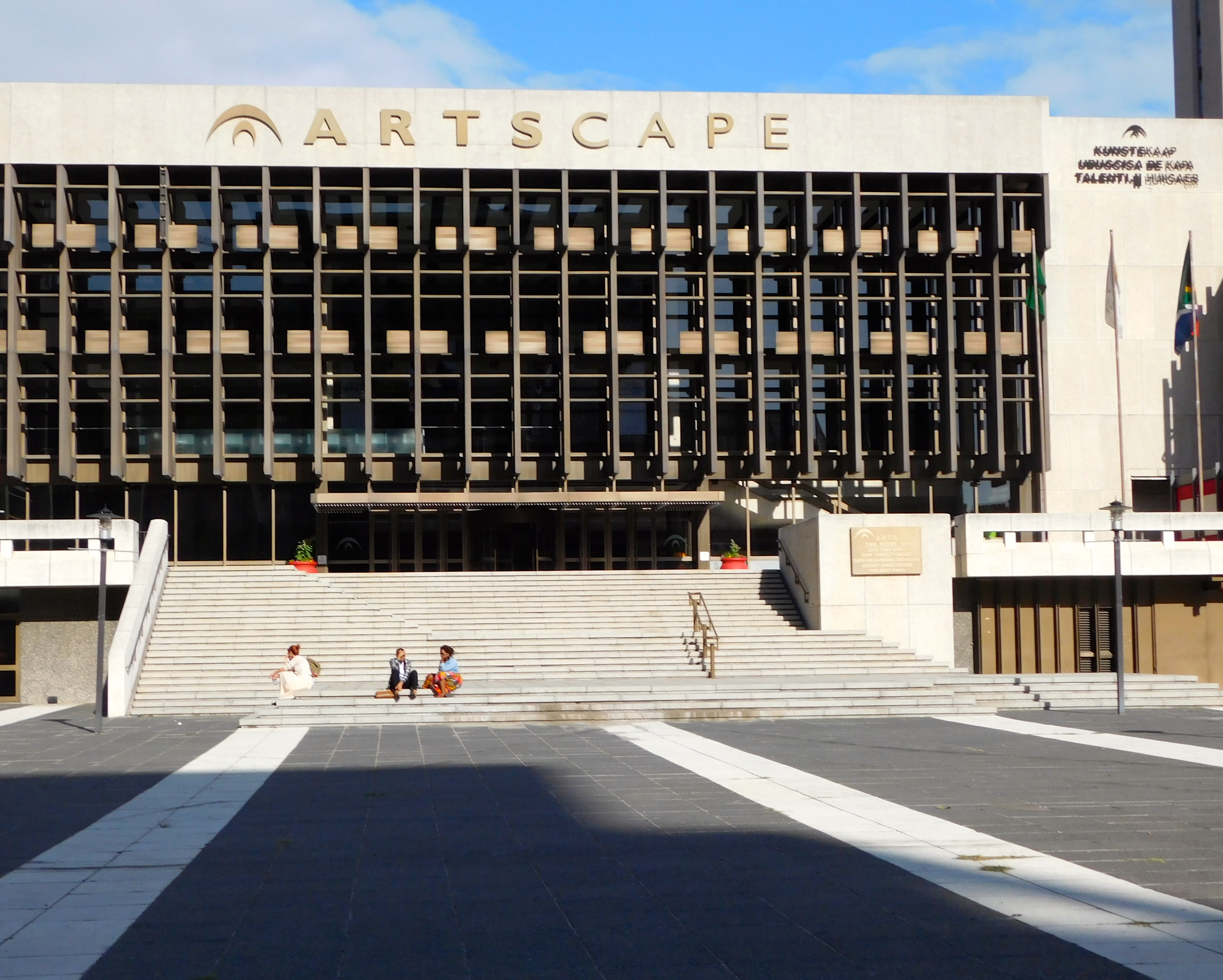
L'Artscape Theatre Centre.

Selon le recensement de 2011, le quartier compte 268 résidents, principalement issus de la communauté noire (43,28%). Les blancs représentent 33,96 % des habitants tandis que les coloureds, population majoritaire au Cap, représentent 11,19 % des résidents.
Les habitants sont à 78,26 % de langue maternelle anglaise et à 1,449 % de langue maternelle afrikaans.

## Historique
Le quartier du Foreshore a été construit sur la mer dans les années 1930 et 1940 dans le cadre de la construction des nouveaux docks afin de remplacer le vieux port. 

## Politique
Situé dans le 16ème arrondissement du Cap (subcouncil 16), le quartier du Foreshore est inclus, au côté de Mouille Point, de Green Point, de Cape Town City Centre, de Paarden Eiland (partiellement), de Salt River (partiellement), de Gardens (partiellement), de Zonnebloem (partiellement), de Three Anchor Bay (partiellement) et de Woodstock (partiellement), dans le ward 115, un bastion politique de l'Alliance démocratique (DA) dont le conseiller municipal est Dave Bryant (DA) depuis 2011.